# 静脈麻酔薬
静脈麻酔薬（じょうみゃくますいやく）とは静脈から投与する麻酔薬のことである。本稿では薬理作用別に各薬剤を列挙して、さらに鎮静、鎮痛どちらの作用があるのかを紹介するにとどめる。詳細記事は各項目毎への参照で確認いただきたい。

## 分類

### オピオイド
オピオイド受容体に作用する麻薬。主に鎮痛薬として用いる。フェンタニルがよく用いられる。

### ベンゾジアゼピン系
γ-アミノ酪酸 (GABA) の特異的受容体(GABAA受容体)に結合し、クロールチャネルを調節し、主に鎮静作用を示す。基本的に鎮静薬、睡眠薬であり鎮痛作用がない。経口剤が多く、静脈投与が可能な薬物としてはミダゾラム、レミマゾラムがある。ミダゾラムは抗痙攣薬としても用いられる。作用はフルマゼニルで拮抗される。

### バルビツール酸系
上行性脳幹網様体に働き、中枢抑制作用を持つ薬物。細胞膜に作用しGABAがそのレセプター(GABAA受容体)との結合から離反するのを抑制し鎮静作用を示すと考えられている。超短時間作用型としてチオペンタール、チアミラールなどが古くから用いられてきた。抗痙攣薬としても用いられる。

#### チオペンタール
主に鎮静薬として用いられる。超短時間作用型のバルビツール酸系である。通常は20秒位で意識が消失し、5〜7分程度維持され、15分程度で覚醒する。鎮痛作用はなく、むしろ痛覚刺激に対して敏感になる。ヒスタミン遊離作用があり、気管支喘息患者で用いないほうがよい。

### プロポフォール
バルビツール酸系に代わって現在主流になっている静脈麻酔薬である。短時間作用型のフェノール誘導体であり導入覚醒が極めて早いのが特徴である。鎮静作用はあるが、鎮痛作用はない。静脈投与の場合、血管痛が生じることが多い。静脈麻酔薬の多くは蓄積性が問題となって麻酔維持には向かないが、本剤は数少ない麻酔維持に使用できる薬剤である。

### ケタミン
NMDA受容体に結合しアンタゴニストとして作用する。視床皮質系を抑制、大脳辺縁系を賦活化することから解離性麻酔薬ともいう。交感神経を賦活すること、鎮静と鎮痛の両方の作用をもつことなど、他の静脈麻酔薬に比べて特異な点が多い。ベンゾジアゼピン系、バルビツール酸系、プロポフォールとは異なり、呼吸抑制が生じにくい。